# Schoettella ununguiculata
Schoettella ununguiculata är en urinsektsart som först beskrevs av Tycho Fredrik Hugo Tullberg 1869.  Schoettella ununguiculata ingår i släktet Schoettella och familjen Hypogastruridae. Arten är reproducerande i Sverige. Inga underarter finns listade i Catalogue of Life.